# Yeguas sueltas
Yeguas sueltas es una obra teatral chilena dirigida por Ernesto Orellana y a cargo de la compañía Teatro Sur, estrenada en 2023 y que está basada en la primera protesta LGBT realizada en Chile el 22 de abril de 1973.

## Argumento
La obra se inicia con una presentación de baile a cargo de Marcela Dimonti —participante de la protesta en 1973— y posteriormente se desenvuelven trece escenas en las que se presentan las historias de un grupo de travestis, personas trans y homosexuales, entrelazadas con el contexto de la época —el gobierno de Salvador Allende, las movilizaciones y conflictos sociales y económicos—. El punto culminante es la recreación de la manifestación en la Plaza de Armas de Santiago, ocurrida el 22 de abril de 1973, y la represión que existió hacia la diversidad sexual durante la dictadura militar, finalizando con la proyección de los rostros de las participantes reales de dicha manifestación en el fondo del escenario.

## Elenco
- Lorenza Quezada - Eva
- Sebastián Ayala - José Caballo
- Mala Reyes - Gitana
- Ymar Fuentes - Raquel
- Bruna Ramírez - Marcelita[4]

## Producción
Para poder desarrollar la obra teatral, Ernesto Orellana realizó un proceso de investigación sobre la protesta LGBT del 22 de abril de 1973 mediante recopilación de registros históricos y entrevistas a tres personas que participaron de dicho evento: Marcela Dimonti, Raquel y Eva «La Medallita de la Suerte». El desarrollo de la obra se realizó durante 2023, como parte de las conmemoraciones de los 50 años de la manifestación, que ocurriría en los meses previos al golpe de Estado del 11 de septiembre.
Yeguas sueltas obtuvo financiamiento del Fondo de Artes Escénicas de 2023, correspondiente al Ministerio de las Culturas, las Artes y el Patrimonio. Fue estrenada en el Centro Cultural Matucana 100 el 22 de junio de 2023, y el 9 de enero de 2024 fue presentado el libro que contiene la versión impresa del guion de la obra, realizado por Editorial Cuneta.
El 29 de enero de 2025 se realizó una presentación especial de Yeguas sueltas en el Parque Cultural de Valparaíso; en dicha ocasión, al finalizar la obra, la transformista y activista LGBT local Pilola Polett, que había asistido como público, falleció en el foyer del teatro.